# نیورال دیزاینر (نرم‌افزار)
نیورال دیزاینر (به انگلیسی Neural Designer) یک ابزار نرم‌افزاری برای تحلیل داده بر اساس شبکه‌های عصبی مصنوعی است. شاخه ای از کتابخانه متن باز OpenNN است. و شامل یک رابط کاربر گرافیکی است که ورود داده و تفسیر نتایج را تسهیل می‌نماید.
در سال ۲۰۱۴ این برنامه کامپیوتری توسط مجله معتبر Predictive Analytics Today در میان برترین نرم‌افزار اختصاصی برای داده کاوی انتخاب شد. همچنین در همان سال، Big Data Analytics Today نیورال دیزاینر را به عنوان یکی از بهترین پروژه‌های الهام گرفته از مغز انتخاب نمود.

## ویژگی‌ها
نیروال دیزاینر تحلیل‌های توصیفی، تشخیصی، پیش گویانه و تجویزی ارائه می‌نماید. معماری عمیق را با استفاده از چنیدین لایه غیر-خطی پیاده‌سازی می‌کند و شامل ابزارهایی برای حل مسائلی مثل تابع رگرسیون، بازشناخت الگو، سری‌های زمانی و خودرمزگذار است.
ورودی نیورال دیزاینر یک مجموعه داده و خروجی آن است که یک مدل پیشبینی است. خروجی که همان مدل پیشبینی است به شکل عبارات صریح ریاضیاتی است که امکان صادر کردن آن به هر زبان کامپیوتری یا سیستم کامپیوتری را فراهم می‌کند.

## ابزارهای مشابه
- وکا (WEKA): ابزار آزاد برای یادگیری ماشین و داده کاوی
- رپیدماینر(RapidMiner): چارچوب آزاد و تجاری یادگیری ماشین که با جاوا توسعه داده شده‌است
- نایم (KNIME): نرم‌افزار آزاد و تجاری یادگیری ماشین و داده کاوی